# 埴生雅章
埴生 雅章（はにゅう まさあき、1948年 - ）は、日本の地方公務員、宗教家。元富山県土木部長、埴生護国八幡宮宮司。瑞宝小綬章受章。

## 経歴・人物
富山県小矢部市生まれ。1972年 東京大学農学部を卒業（緑地学専攻）。1973年 富山県庁入職。以来2008年まで、県職員（都市計画課長、土木部長等）として富山県民公園太閤山ランド、富岩運河環水公園などの計画と事業に携わる。1993年 博士（農学)(雪景形成手法研究）。2008年から2015年 公益財団法人富山県民福祉公園副理事長。埴生護国八幡宮宮司。アートハウスおやべアートプロデューサー、小矢部市文化財保護審査委員会会長、富山県防災シニアエキスパート研修会会長、富山県景観賞選定部会委員を歴任。

## 栄典
- 平成30年秋の叙勲で地方自治功労により瑞宝小綬章を受章[1]

## 著書
- 『庭園樹木図鑑』（池田書店、1976年）
- 『空間の探索者―1953年から現在までの仕事　加賀谷武作品集』（監修、ギャラリーステーションクロスランドおやべ、2015年）
- 『木曽義仲と埴生の八幡宮』（護国八幡宮社務所　歴史文化調査室、2011年）など。第34回日本公園緑地協会北村賞受賞。2018年叙勲受章。

## 参考
- フォーラム開催 とやま賛歌『新たな歴史ものづくり文化と水と命の物語』 2019年3月23日
- http://topics.smt.docomo.ne.jp/article/hokkoku/region/hokkoku-119098999
- 資源環境対策, 第 31 巻、第 15 号、公害対策技術同友会, 1995
- 人名よみかた辞典: 姓の部、日外アソシエーツ, 1994
- 職員録, 第 2 号、大蔵省印刷局, 2006
- https://mizuno-miyako-toyama.org/about-us/member-list/
- http://www.kurobe-machikyo.jp/sakura/essay/no-015.htm
- https://www.toyama-kengi.or.jp/file_upload/100068/_main/100068_01.pdf
- http://buna.html.xdomain.jp/kodomo/taikai/ace16-ekusukaB.pdf
- http://www.pref.toyama.jp/sections/1104/tijiH140401idoh006.html
- http://www.silver-wing.co.jp/cms/wp-content/uploads/56c4e33a503cb4df8713d3f0d7eaa3c2.pdf
- 橋梁&都市project, 35(10), 29-33, 1999年10月　橋梁編纂委員会
- 公園緑地, 68(1), 23-26, 2007年5月、日本公園緑地協会
- https://toyama-kenchikushikai.or.jp/wp-content/uploads/2013/02/311ace3d02447e9ca2e632f3ad113279.pdf
- https://matsukawa-cruise.jp/matsukawa.beautiful/article/
- 秋の叙勲：県内から54人 ／富山 - 毎日新聞